# Вулиця Незалежності України (Нікополь)
вулиця Незалежності України — вулиця у місті Нікополь. Пролягає від проспекту Трубників і вулиці Електрометалургів до вулиці Свято-Миколаївська.

## Перехрестя
- вулиця Шевченка
- вулиця Карла Маркса
- вулиця Патріотів України
- вулиця Піддубного
- вулиця В'ячеслава Липинського
- вулиця Свято-Троїцька
- Козацька вулиця
- вулиця Дмитра Коцюбайла
- вулиця Фестивальна
- Струмкова вулиця
- Нагірна вулиця
- Волошкова вулиця
- Каховська вулиця
- Лісова вулиця
- вулиця Миколи Топчія
- вулиця Гетьмана Данила Апостола
- вулиця Олени Теліги
- Переяслівська вулиця
- Томаковська вулиця
- вулиця Бузковка
- вулиця Павла Богуша
- Інгулецька вулиця
- Тіниста вулиця
- вулиця Гетьмана Богдана Ружинського
- Межова вулиця
- Ковельська вулиця
- Бахмутська вулиця
- Новопавлівська вулиця

## Історія
Вулиця виникла у 1936 році на честь українського воїна Михайла Чистякова (1904—1926). З 1974 року вона носить назву Першотравнева. 
Сучасна назва з 10 травня 2024 року на честь дня Незалежності України.